# Hexorthodes inconspicua
Hexorthodes inconspicua är en fjärilsart som beskrevs av Augustus Radcliffe Grote 1883. Hexorthodes inconspicua ingår i släktet Hexorthodes och familjen nattflyn. Inga underarter finns listade i Catalogue of Life.